# والری تاراسیس
والری تاراسیس (اوکراینی: Валерій Яковлевич Тарсіс؛ 23 september [سبک قدیمی: 10 september] 1906 – ۳ مارس ۱۹۸۳) متخصص ادبیات غرب، مترجم، نویسنده اهل روسیه بود.